# Marie Pleyel

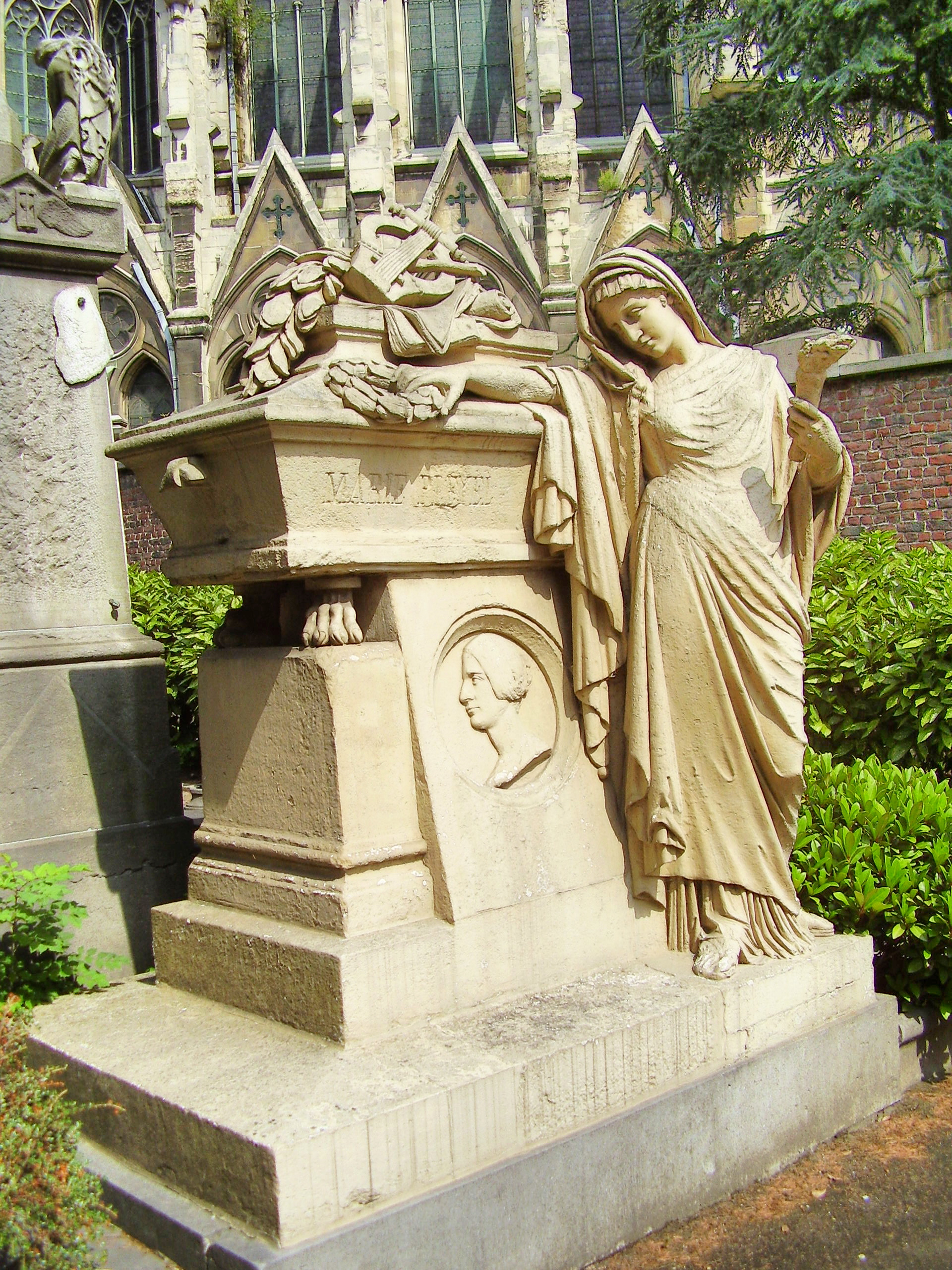
Marie Pleyels grav på kyrkogården i Laeken.

Marie-Félicité Moke Pleyel, född 4 juli 1811 i Paris, död 30 mars 1875 i Saint-Josse-ten-Noode utanför Bryssel var en belgisk pianist.
Hon debuterade vid åtta års ålder och ansågs sedermera som en av sin tids främsta pianister. Hon studerade bland annat för Chopin (som dedicerade sitt Opus 9 till henne) och Liszt.
Hon var förlovad med Hector Berlioz, men bröt förlovningen och gifte sig den 5 april 1831 med Camille Pleyel, son till tonsättaren och pianofabrikanten Ignace Pleyel. Makarna separerade fyra år senare och skiljdes den 29 juli 1836.
Marie Pleyel gjorde flera konsertturnéer till bland annat Storbritannien, Österrike och Ryssland. I Ryssland träffade hon den österrikiske pianisten Sigismund Thalberg som kom att influera henne starkt.
Hon var lärare vid musikkonservatoriet i Bryssel från 1848.